# Crisotriclino

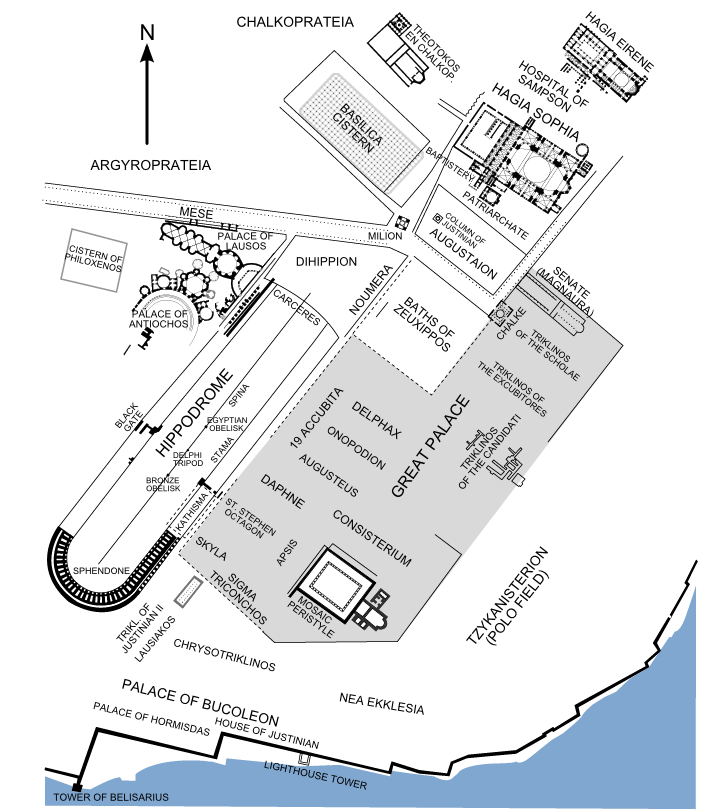
Planta do complexo dos palácios imperiais de Constantinopla

Crisotriclino (em grego: Χρυσοτρίκλινος; romaniz.: Chrysotriklinos; lit. "salão de recepção dourada"; em latim: Chrysotriclinus) ou Crisotriclínio (em latim: Chrysotriclinium; cf. triclínio) foi o principal salão cerimonial e de recepção do Grande Palácio de Constantinopla desde sua construção, no final do século VI, até o século X. Nele ocorreriam os banquetes imperiais, principalmente destinados aos enviados estrangeiros. Também foi o abrigo de inúmeras relíquias sagradas do cristianismo.
Sua aparência é conhecida apenas através de descrições literárias, principalmente o Sobre as Cerimônias do século X, uma coleção de cerimônias imperiais, mas, como o principal símbolo de poder imperial, inspirou a construção da Capela Palatina do Palácio de Aquisgrão por Carlos Magno. Sua decoração original é desconhecida, porém sabe-se que depois da iconoclastia foi amplamente decorado com imagens religiosas.

## História e funções
O salão é usualmente atribuído ao imperador Justino II (r. 565–578) com seu sucessor, Tibério II (r. 578–582), terminando-o e realizando sua decoração. Contudo, fontes bizantinas apresentam relatos conflitantes: a Suda atribui a construção a Justino I (r. 518–527) e a Pátria ao imperador Marciano (r. 450–457), embora a última seja usualmente rejeitada como não confiável. O historiador João Zonaras registra que Justino II de fato reconstruiu uma construção mais antiga, que alguns autores sugerem ter sido o Salão Heptaconcha de Justiniano I (r. 527–565).

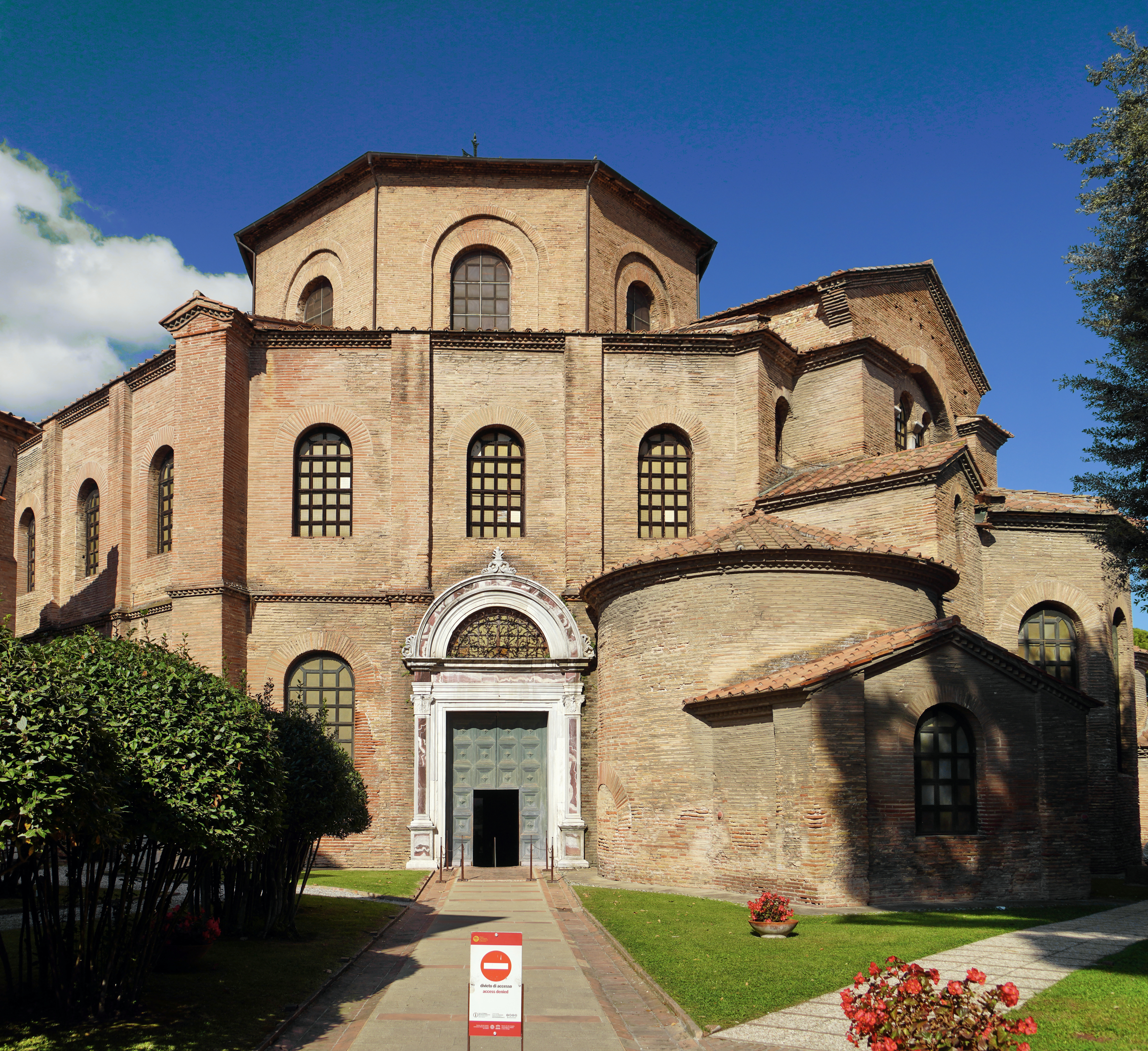
A Basílica de São Vital em Ravena. Sua disposição foi similar a do Crisotriclino

Após a iconoclastia bizantina, foi embelezado novamente durante os reinados dos imperadores Miguel III, o Ébrio (r. 842–867) e Basílio I, o Macedônio (r. 867–886). Ao contrário de edifícios anteriores como o Palácio de Dafne do Grande Palácio, combinava as funções de sala do trono para recepções e audiências como as de um salão de banquetes. Desde que os aposentos imperiais posteriores foram também ligados a ele, o salão adquiriu uma posição central no cerimonial palaciano cotidiano, especialmente nos séculos IX e X, ao ponto de Constantino VII Porfirogênito (r. 945–959) chamá-lo simplesmente "o palácio". Em particular, de acordo com o Sobre as Cerimônias, o Crisotriclino serviu para a recepção de embaixadores estrangeiros, cerimônias de concessão de dignidades, como um ponto de encontro para festivais religiosos e um salão de banquete para festas especiais, como a Páscoa.
O Crisotriclino então tornou-se a parte central do novo Palácio de Bucoleão, formado quando o imperador Nicéforo II Focas (r. 963–969) cercou com um muro a parte virada para o mar (sul) do Grande Palácio. A partir do final do século XI, contudo, os imperadores bizantinos começaram a preferir como sua residência o Palácio de Blaquerna, no canto noroeste da cidade. Os imperadores latinos (1204–1261) usaram sobretudo o Bucoleão, o mesmo o tendo feito Miguel VIII Paleólogo (r. 1259–1282) durante algum tempo após recuperar a cidade em 1261, enquanto o palácio de  Blaquerna estava sendo restaurado. Subsequentemente o Grande Palácio raramente foi usado e caiu gradualmente em desuso. O Crisotriclino é mencionado pela última vez em 1308, embora as ainda impressionantes ruínas do Grande Palácio tenham-se conservado até o fim do Império Bizantino.

## Descrição

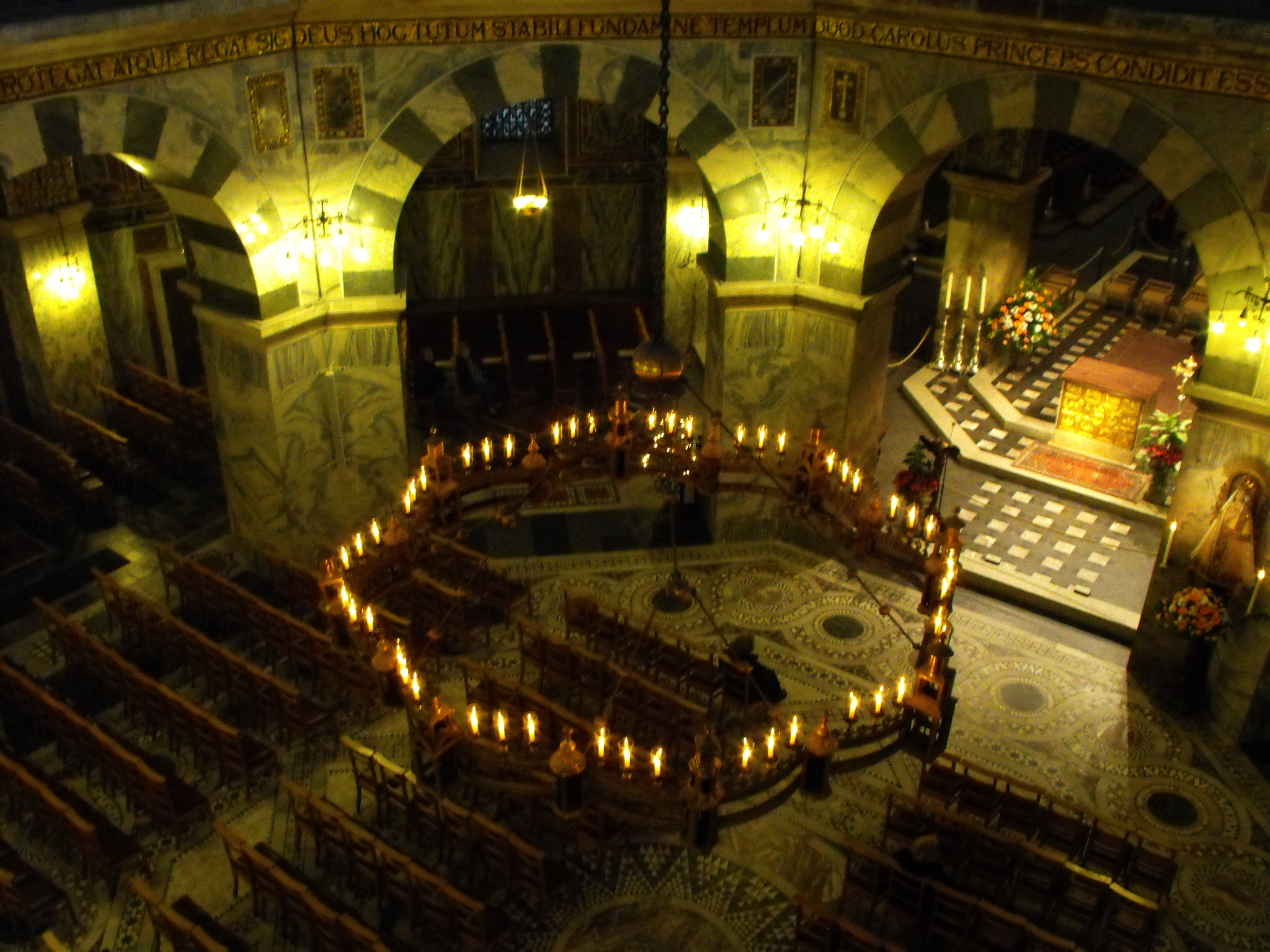
Interior da Capela Palatina em Aquisgrão, que foi modelada com base no Crisotriclino

Apesar de sua proeminência e frequente menção nos textos bizantinos, nenhuma  descrição completa é dada. As provas literárias fragmentárias sugerem que o salão tinha um formato octogonal coroado por uma cúpula, da mesma forma que outros edifícios do século VI como a Igreja de São Sérgio e São Baco em Constantinopla ou a Basílica de São Vital em Ravena. O telhado era suportado por oito arcos, que formavam as câmaras (absides ou nichos), e era perfurado por 16 janelas. A forma e as características gerais do Crisotriclino foram deliberadamente imitadas por Carlos Magno na construção da Capela Palatina do Palácio de Aquisgrão, embora São Vital, sendo localizada dentro de seu reino, tenha sido o modelo arquitetônico direto.
Em seu interior, o trono imperial estava localizado na abside oriental (o bimá), atrás de uma grade de bronze. A abside nordeste era conhecida como o "oratório de São Teodósio". Continha a coroa do imperador e várias relíquias sagradas, incluindo a vara de Moisés, e também serviu como um camarim para o imperador. A abside sul conduzia ao quarto imperial (koiton), através de uma porta de prata colocada pelo imperador Constantino VII. A abside norte era conhecida como o Panteão, uma sala de espera para oficiais, enquanto a abside noroeste, o Dietarício (em grego: Διαιταρικιών; romaniz.: Diaitarikión), servia como a sala do mordomo, onde o papia palaciano depositava suas chaves, o símbolo de seu ofício, após a abertura cerimonial da sala todas as manhãs. A sala principal do Crisotriclino era cercada por vários anexos e salões: o vestíbulo conhecido como Trípeto (em grego: Τριπετων; romaniz.: Tripeton), o Horológio (assim chamado porque provavelmente continha um relógio de sol), a sala do Cenúrgio (em grego: Καινούργιων; romaniz.: Kainourgion; lit. "Nova [Sala]") e os salões de Lausíaco e Justiniano, ambos atribuídos a Justiniano II (r. 685–695 e 705–711). A Igreja da Virgem do Farol, a principal capela do palácio, estava localizada próxima, ao sul ou sudeste.

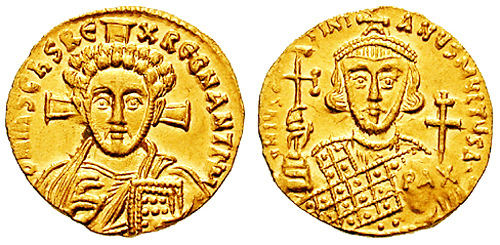
Soldo de Justiniano II

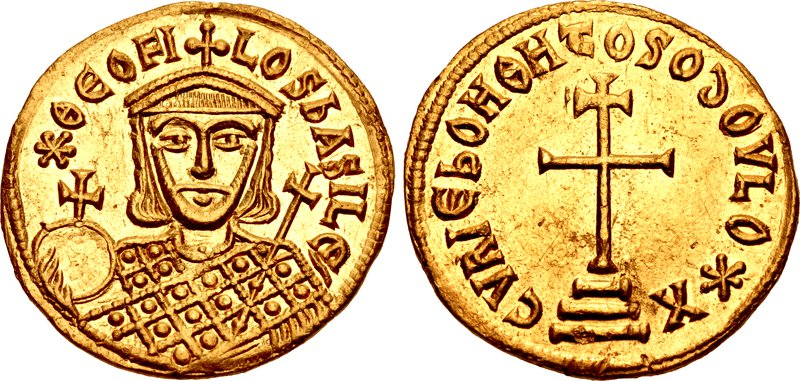
Soldo do imperador Teófilo r.

Não se conhece a decoração original do salão no século VI. Após a proibição de ícones durante a iconoclastia, contudo, foi redecorado, em algum momento entre 856 e 866, com mosaicos em um estilo monumental. O embaixador do final do século X Liuprando de Cremona não hesitou em chamá-lo de "o melhor quarto do palácio". Acima do trono imperial foi colocada uma imagem de Cristo entronado, enquanto outra sobre a entrada mostrava a Virgem Maria com o imperador Miguel III e o patriarca Fócio próximos. Em outra parte foi retratada a corte celestial, com anjos, sacerdotes e mártires. A decoração em geral se destinava a reforçar a analogia entre a corte celestial de Cristo e sua contraparte na terra.
O salão continha mobília valiosa, tais como o Pentapírgio (em grego: Πενταπυργίων; romaniz.: Pentapyrgion; lit. "Cinco Torres"), um armário construído sob o imperador Teófilo (r. 829–842) que exibiu vasos preciosos, coroas e outros objetos valiosos. Durante os banquetes imperiais, apresentava um quadro dourado para os 30 alto dignitários, bem como para duas ou quatro mesas para 18 pessoas cada. Na ocasião, o imperador é descrito como tendo sua própria mesa, separada das restantes. O auge do esplendor do cerimonial do salão era reservado para ocasiões especiais, como os banquetes de enviados árabes, descrito no Sobre as Cerimônias: luz adicional era fornecida por grandes lustres, insígnias imperiais, relíquias e outros itens preciosos eram trazidos de várias igrejas e exibidos nas absides, enquanto a refeição era acompanhada por música de dois órgãos prateados e dois dourados, localizados no pórtico, bem como pelos coros de Santa Sofia e da Igreja dos Santos Apóstolos.